# Svorad (plošina)
Svorad (920–1000 m n. m.) je lučnatá krasová náhorní plošina (planina) na Slovensku v západní části Podtatranské brázdy, na severním úpatí Chočských vrchů. Rozprostírá se nad závěrem Prosiecké doliny v katastrálním území obcí Prosiek a Velké Borové v okrese Liptovský Mikuláš.

## Poloha
Plošina leží v povodí potoka Prosiečanka, jehož horní tok ní protéká, na rozhraní tří geomorfologických celků:
- Zuberecké brázdy (západní část Podtatranské brázdy), jejíž je součástí,
- Skorušinských vrchů, jejichž jihozápadní výběžek ji ohraničuje ze severu masivem vrchu Diel (1051 m n. m.),
- Chočských vrchů, které ji ohraničují z jihu masivem Prosečného (1372 m n. m.) ve stejnojmenném východním podcelku.

Centrální část plošiny je jen mírně zvlněná (920–940 m n. m.) s poklesem směrem na jihozápad k závěru Prosiecké doliny. Nejjednodušší přístup je z obce Veľké Borové (835 m n. m.), ležící zhruba 2 km severovýchodně, přímo pod úbočím plošiny.

## Geologie
Plošina je budována flyšovými paleogenními sedimenty a má mírně zaoblené formy reliéfu. Sbírají se na ní několik větve, tvořící horní tok potoka Prosiečanka, který se následně na začátku vápencového území na úpatí Chočských vrchů ponořuje v mohutném závrtovitém ponoru a dále teče podzemím. V důsledku toho je v závěrečném soutěskovém úseku Prosiecké doliny, od boční doliny Červené piesky se stejnojmenným vodopádem až po Svorad, po většinu roku (mimo povodní) jen suché koryto potoka.
Ponor Prosiečanka je v současnosti zanesený sedimenty, v minulosti však byl údajně otevřený a dalo se jím vstoupit do volných prostorů. Tento závrt představuje jediný výraznější krasový útvar na plošině, mimo něj se zde nacházejí už jen mírně zvlněné louky a několik mokřadů.

## Rostlinstvo
Rozsáhlé louky a pastviny zde vznikly postupným klučením původních lesních porostů pastýři v průběhu uplynulých staletí. Poslední desetiletí, po ústupu intenzivního spásání v 70. až 80. letech 20. století, se lokalita naopak stala klasickým příkladem tzv. sukcese – v tomto případě postupné pomalé přeměny neudržovaných luk a pastvin na les. Botanicky významný byl výskyt keřů jalovce (Juniperus communis), která představovala první stádium sukcese. Kromě běžných lučních druhů trav a bylin se na vlhkých stanovištích vyskytuje suchopýr úzkolistý (Eriophorum angustifolium) a tučnice obecná (Pinguicula vulgaris), které zde reprezentují floristické významnější druhy rostlinstva. Místy se také, v důsledku intenzivního pastva, vytvořily rozsáhlejší porosty horské trávy smilky tuhé (Nardus stricta).

## Dějiny
Prosiecká dolina i s planinou Svorad patřila historicky obci Sielnica. V roce 1287 uherský král Ladislav IV. vyčlenil z tohoto majetku půdu a lesy mezi Prosieckým potokem (Prosiečanka) a Sielnicou, včetně území planiny, čímž vznikl zárodek osady Prosiek. Do roku 1500 osadu vlastnil zemansky rod Mikušů, později rod Jóbovců z Fančalu, kteří se do Prosieka přistěhovali a byli jeho vlastníky až do 20. století.
První písemná zmínka, už s názvem Svorad jako běžným pojmenováním, je podle Josefa Kútnika z roku 1556 v listině Liptovské župy. Další zmínka je pak z roku 1589 v dohodě mezi rody Job Fančali z Prosieka a Kubíni z Vyšného Kubína. Svorad se pak, jako hraniční bod, zmiňuje v dokumentech k dlouhodobému územnímu sporu hraběte Štěpána Ilešháziho (1541–1609) s Jóbovými, započatého v roce 1583.
Planina bývá uváděna i jako křižovatka historických cest z Oravy a Liptova do Polska. Po postupném vyklučení lesů pastýři byly louky využívány jako pastviny i jako zdroj sena, přímo na plošině vznikly desítky seníků a stodol na jeho uskladnění a sušení. Na svoz sena do Prosieka byla v Prosieckém údolí vybudovaná vozová cesta, překonávající soutěskové úseky dřevěnou vozovkou položenou na trámech zasazených do skalních stěn soutěsky. Cesta byla opakovaně poškozována vodou při jarních povodních a následně opravována. V roce 1944 vyhodili mostové části do vzduchu partyzáni a torzo odnesla velká voda v roce 1947, přičemž cesta už nebyla následně obnovena.

### Původ názvu
Původ názvu plošiny je dáván do souvislosti s poustevníkem sv. Svoradem, benediktinským mnichem, žijícím na přelomu 10. a 11. století.

## Turistika
Svorad představuje významnou křižovatku turistických stezek:
- modrá trasa a naučná stezka č. 2708 Prosiek – Prosiecká dolina – Svorad – Oblazy (Kvačianska dolina, rozcestí s červenou č. 0862)
- zelená trasa č. 5620 Liptovská Anna – Pravnáč – Lomné – Svorad – Prosečné – dolina Borovianky (rozcestí s modrou č. 2708)

Výše, severním okrajem luk pod vrcholem Dielu, prochází  červená dálková turistická trasa, cyklotrasa a běžecká trasa č. 0847 Dolný Kubín – Malatiná – Veľké Borové – Malé Borové – Kopec – Zuberec – Brestová, skanzen – Skorušina – Oravice.

## Galerie

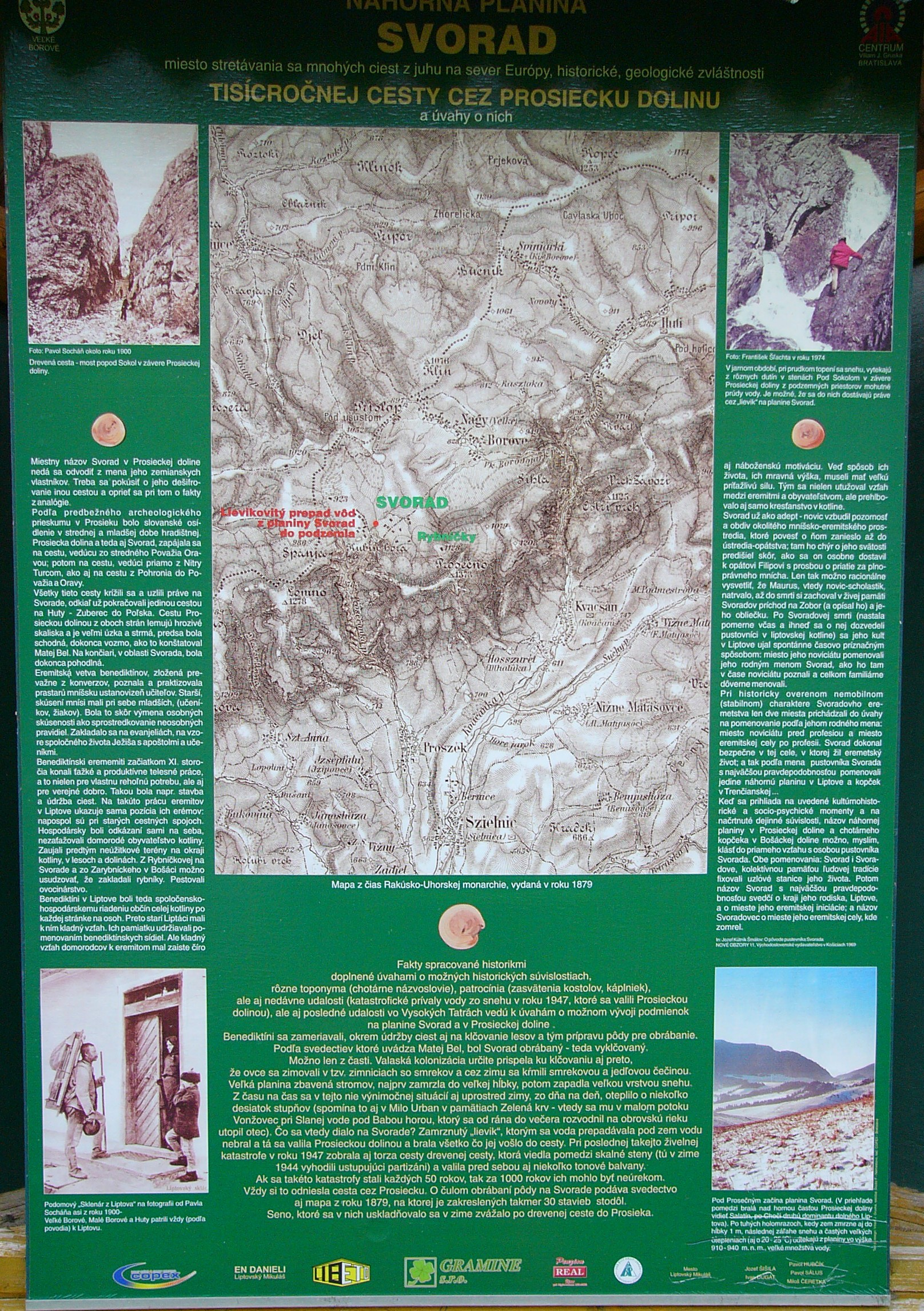
Informační panel k názvu a dějinám využívání lokality
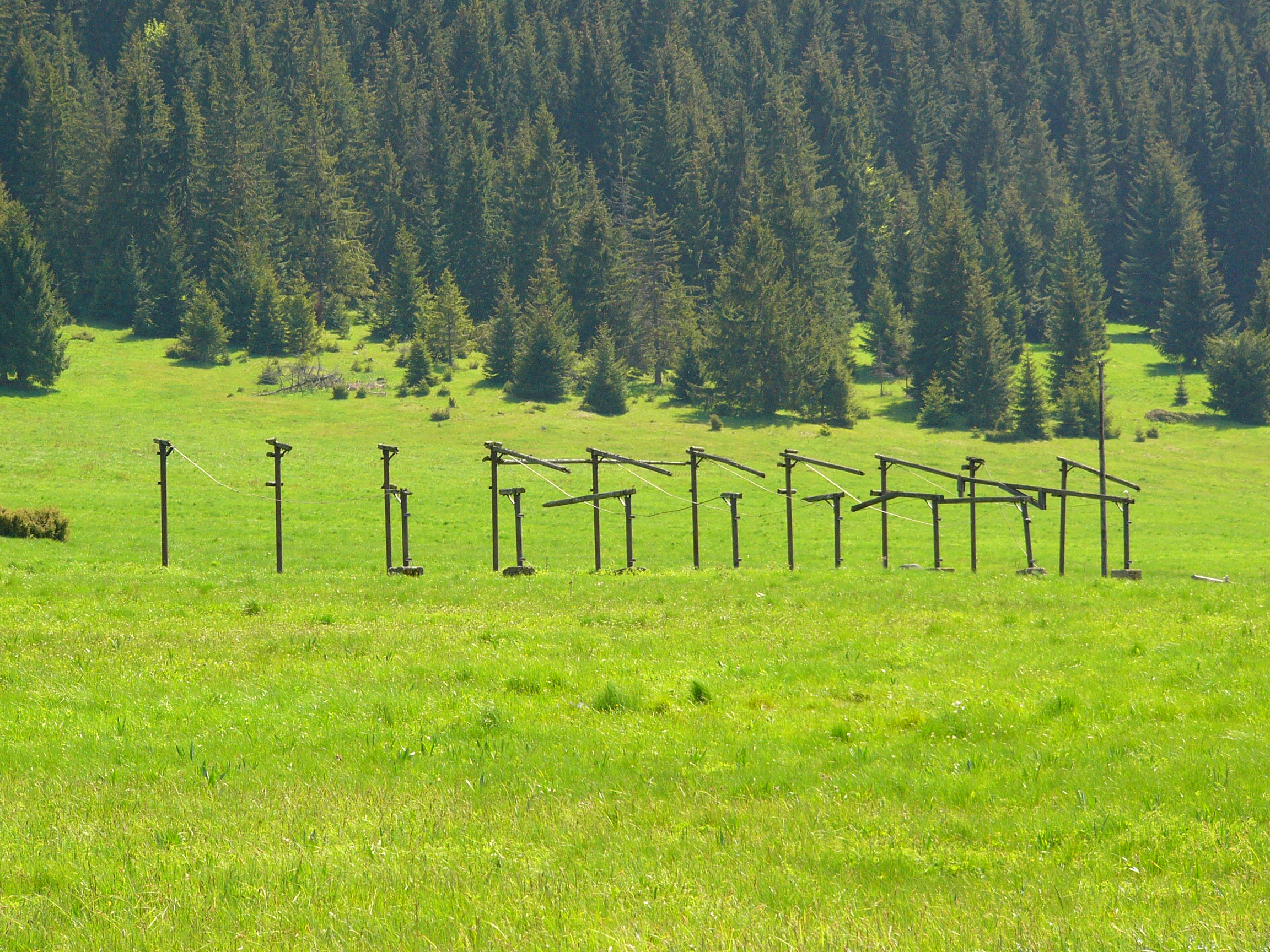
Zbytky jedné z posledních stodol na sušení sena
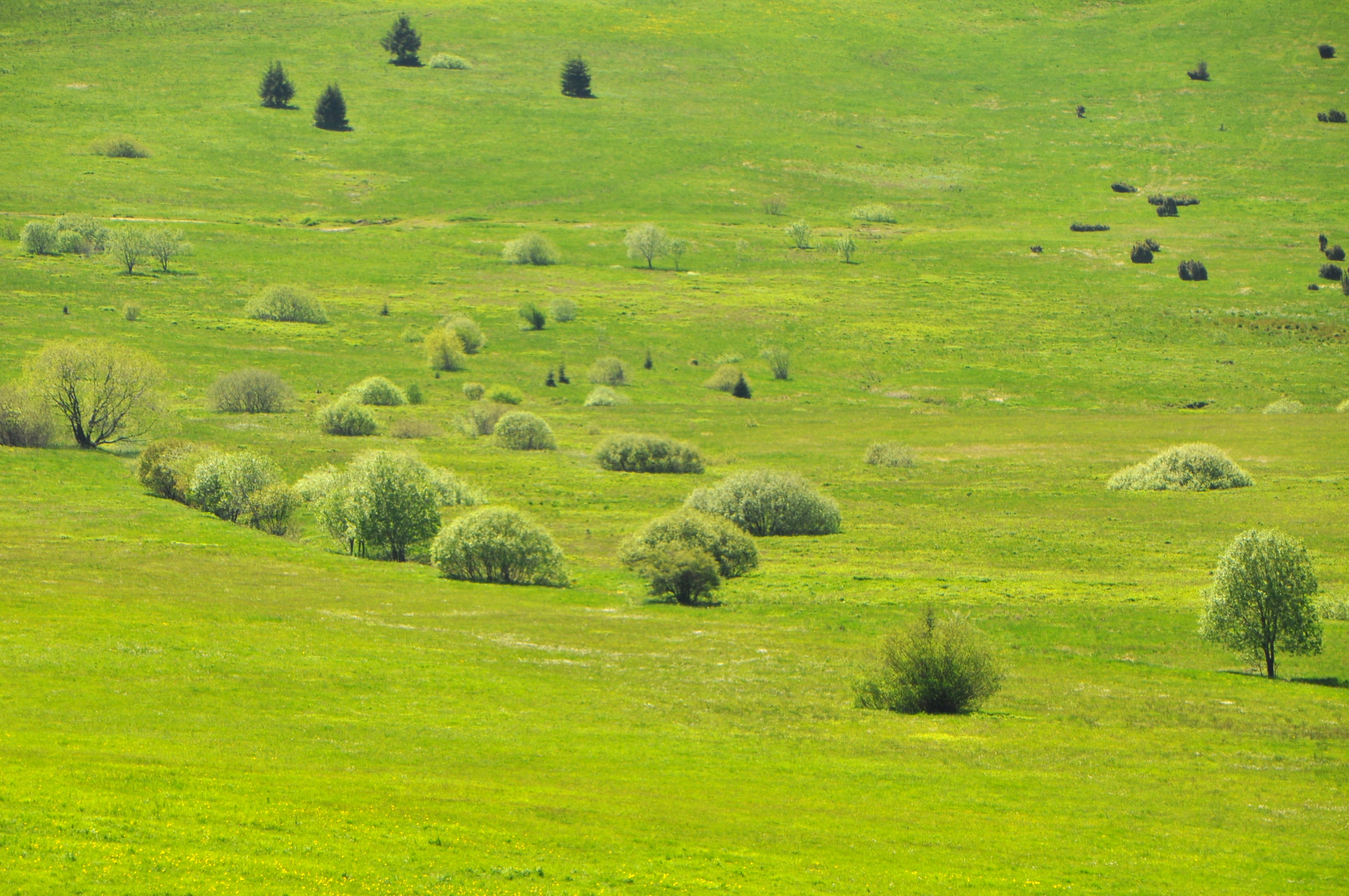
Spontánní obnova lesa
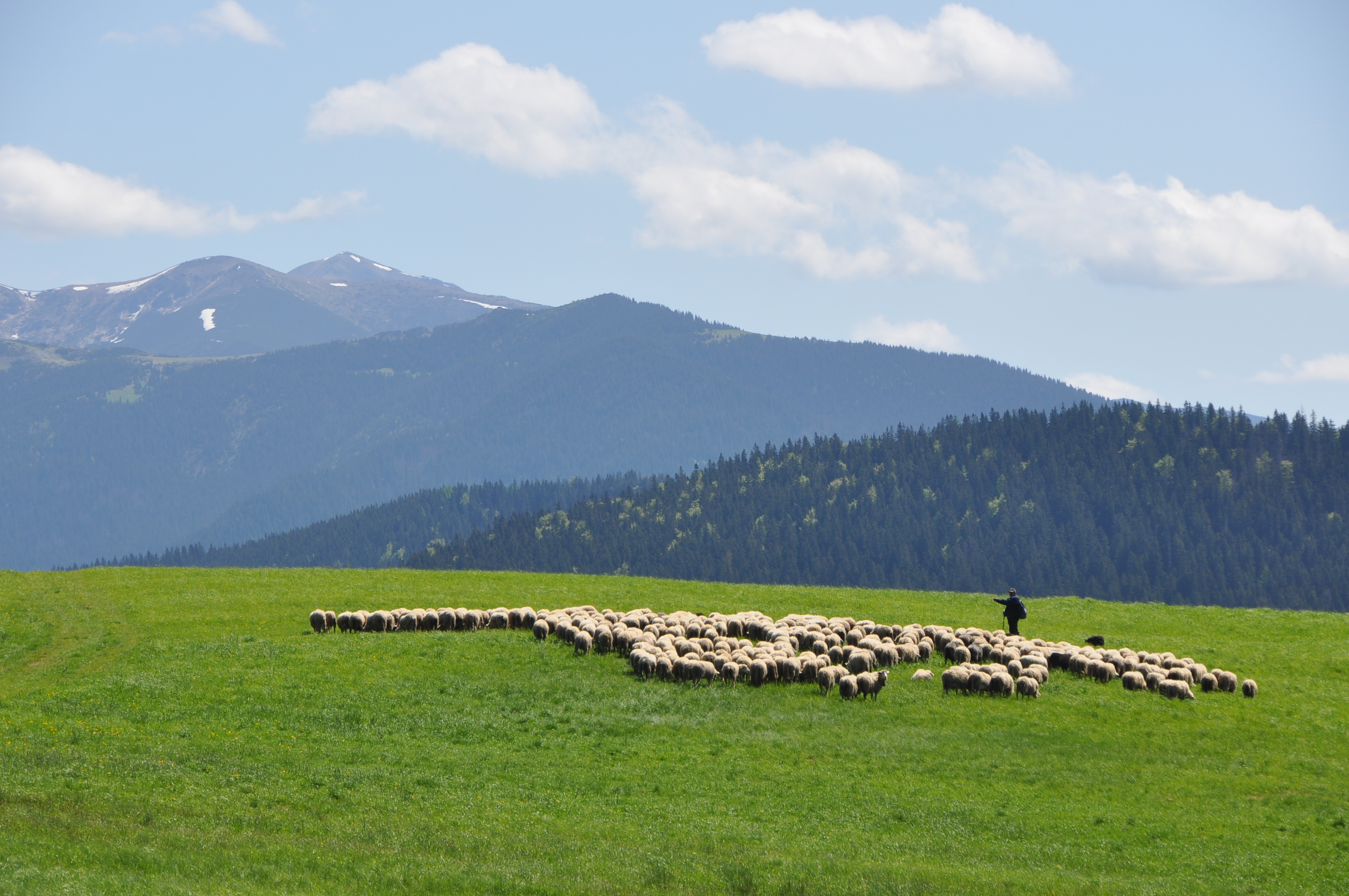
Pastva ovcí pod Dílem
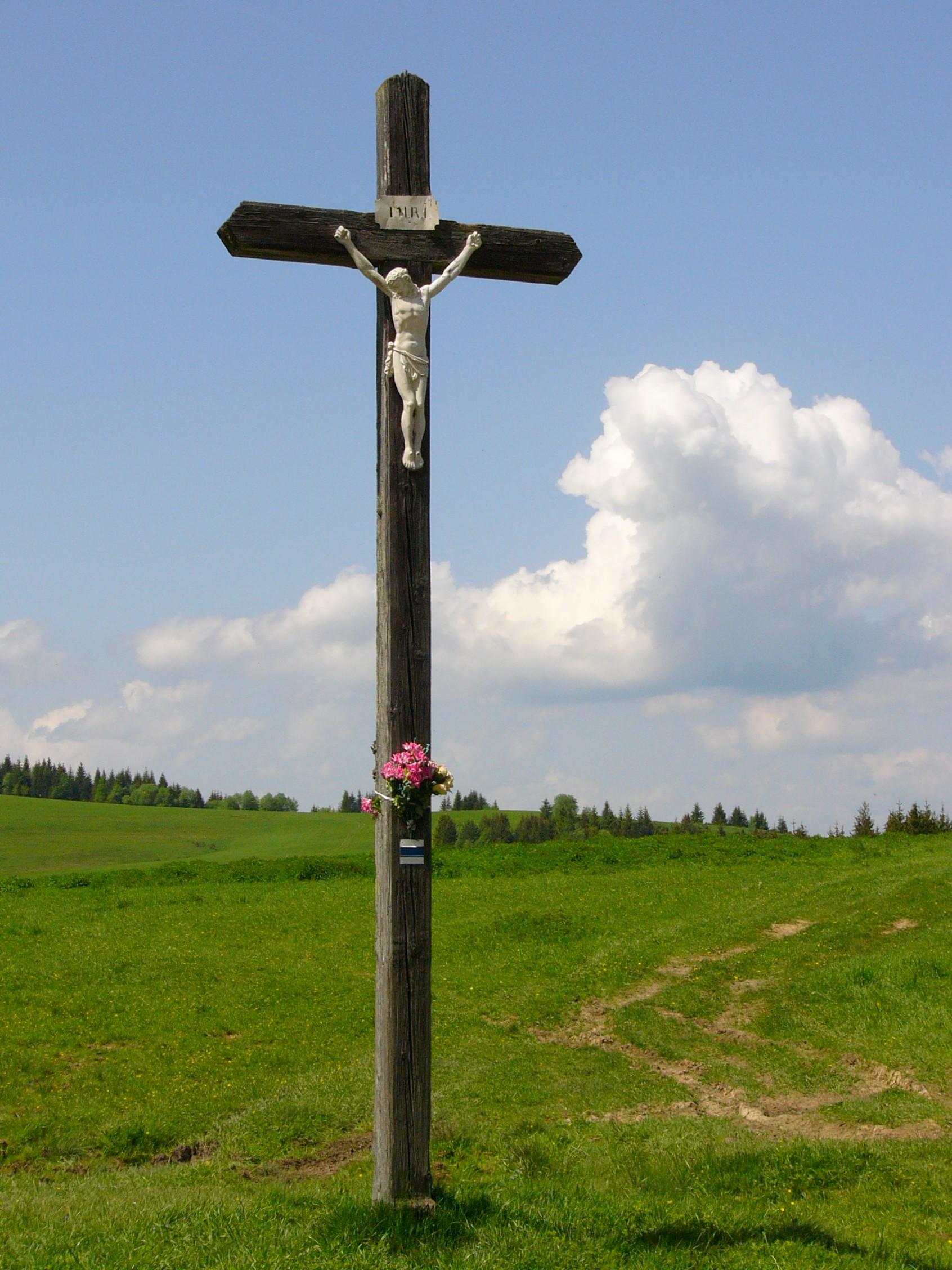
Starší kříž na návrší Sekané (945 m n. m.) Nad Velkou Borovou